# Tracę
Tracę – drugi singel polskiej piosenkarki Lanberry z jej trzeciego albumu studyjnego, zatytułowanego Co gryzie panią L?. Singel został wydany 11 marca 2020.
Kompozycja znalazła się na 6. miejscu listy AirPlay – Top, najczęściej odtwarzanych utworów w polskich rozgłośniach radiowych. Nagranie otrzymało w Polsce status złotego singla, przekraczając liczbę 10 tysięcy sprzedanych kopii.

## Geneza utworu i historia wydania
Utwór napisali i skomponowali Małgorzata Uściłowska, Patryk Kumór i Dominic Buczkowski-Wojtaszek. Piosenka opowiada o wygranej z lękiem, świadomości, że to my sami odpowiadamy za swoje szczęście:

Singel jest przepełniony emocjami i opowieścią o tym, jak łatwo wpuszczamy do swojego życia osoby, które nie zasługują na nasz cenny czas, uwagę i energię. Obecność takich osób wprowadza zamęt i powoduje, że tracimy to, co w nas najlepsze. Pozwalamy, by nami manipulowano, zapominamy o sobie i własnych granicach. Jednak piosenka »Tracę« nie jest o porażce, ale o zwycięstwie. Refren podnosi na duchu i jest triumfem nad wszystkim, co próbowało pozbawić nas w życiu naszego blasku, światła i energii.

Singel ukazał się w formacie digital download 11 marca 2020 w Polsce za pośrednictwem wytwórni płytowej Universal Music Polska. Piosenka została umieszczona na trzecim albumie studyjnym Lanberry – Co gryzie panią L?.
27 marca 2020 singel w wersji akustycznej został wykonany na żywo w ramach cyklu recitali Digster Live Sessions na kanale Digster Polska. 19 kwietnia w serwisie społecznościowym Instagram opublikowała również akustyczną wersję piosenki. 5 sierpnia 2021 utwór został zaprezentowany przez piosenkarkę i Chór Akademii Morskiej w Szczecinie podczas gali Fryderyki 2021.

## „Tracę” w stacjach radiowych
Nagranie było notowane na 6. miejscu w zestawieniu AirPlay – Top, najczęściej odtwarzanych utworów w polskich rozgłośniach radiowych.

## Teledysk
Do utworu powstał teledysk w reżyserii Adama Romanowskiego, który udostępniono w dniu premiery singla za pośrednictwem serwisu YouTube. Nagrania zrealizowane zostały w Makata Studio oraz Energy Fitness Club Palace.

## Lista utworów
- Digital download[4]

1. „Tracę” – 3:16

## Notowania
| Kraj   | Lista (2020)      | Najwyższa pozycja |
| ------ | ----------------- | ----------------- |
| Polska | AirPlay – Top     | 6                 |
| Polska | AirPlay – Nowości | 1                 |

| Kraj   | Lista (2020)  | Pozycja |
| ------ | ------------- | ------- |
| Polska | AirPlay – Top | 46      |

## Certyfikaty
| Kraj          | Certyfikat  | Sprzedaż |
| ------------- | ----------- | -------- |
| Polska (ZPAV) | złota płyta | 10 000+  |

## Wyróżnienia
| Rok  | Konkurs                  | Kategoria                                             | Rezultat    |
| ---- | ------------------------ | ----------------------------------------------------- | ----------- |
| 2020 | Top 50 Poplisty RMF FM   | 50 najczęściej notowanych utworów na Popliście w 2020 | 19. miejsce |
| 2020 | Przebój roku RMF FM 2020 | Przebój roku                                          | 95. miejsce |